# خافيير غويرا
خافيير غويرا رودريغيز (بالإسبانية: Javi Guerra) والمعروف ب«خافي غويرا» (من مواليد 15 مارس 1982) هو لاعب كرة قدم محترف إسباني، يلعب لنادي رايو فايكانو في مركز المهاجم.

## وصلات خارجية
- خافيير غويرا على موقع قاعدة بيانات كرة القدم.إي يو (الإنجليزية)
- خافيير غويرا على موقع Soccerbase.com (لاعب) (الإنجليزية)
- خافيير غويرا على موقع Soccerway.com (الإنجليزية)
- خافيير غويرا على موقع عالم كرة القدم.نت (الإنجليزية)
- خافيير غويرا على موقع AS.com (الإسبانية)

- Valladolid official profile (بالإسبانية)
- BDFutbol profile
- Futbolme profile (بالإسبانية)
- Stats and bio at Cadistas1910 نسخة محفوظة 1 أبريل 2012 على موقع واي باك مشين. (بالإسبانية)
- Stats at ForaDeJogo
- Transfermarkt profile